# Èvre (rivière)
Pour les articles homonymes, voir Èvre de Toul.
L'Èvre est une rivière française qui coule dans le département de Maine-et-Loire. C'est un affluent direct de la Loire en rive gauche.

## Étymologie
Le dictionnaire de Célestin Port recense les graphies historiques suivantes : Eivra (1052-1082), Evra (v. 1080), Fluvius Eboris (XIe siècle), Hiberis fluvius (XIIIe siècle) et rivière d'Ayvre (v. 1643).

## Géographie
Située dans la région des Mauges (Maine-et-Loire), l'Èvre prend sa source dans la commune de Vezins, à une douzaine de kilomètres au nord-est de Cholet. Elle se jette dans la Loire (rive gauche) un peu en aval de Saint-Florent-le-Vieil.
Sa longueur totale est de 91,8 kilomètres. Sur l'ensemble du bassin versant de l'Èvre, il y a 567 km de cours d'eau dont voici les principaux affluents de l'Èvre : Pont Laurent, Trézenne, Avresne, Beuvron, Montatais, Montbault.
L'Èvre est la rivière des Mauges dont elle recueille, le long de son cours capricieux et tourmenté, les effluents d'innombrables ruisseaux. Née près de Vezins, passant par Beaupréau et Montrevault, elle s'est creusée dans les granits et les schistes, jusqu’au-dessous de Saint-Florent-le-Vieil, un lit pittoresque et profond. Pour la franchir, au cours des temps, elle nécessita la construction de nombreux ponts (pas moins d'une quarantaine).
De même que pour la Sèvre Nantaise et l'Oudon voisins, l'Èvre et ses affluents coulent sur la partie orientale du Massif armoricain et leurs eaux s'écoulent donc sur le vieux socle cristallin imperméable.

## Statut juridique
L'ensemble des cours d'eau du bassin versant de l'Èvre sont non domaniaux, c'est-à-dire privé. Chaque propriétaire riverain a donc la propriété de la rive et du fond du lit du cours d'eau jusqu'à la moitié. Par conséquent, chaque propriétaire riverain est tenu à un entretien régulier du cours d'eau.

## Gestion des étiages
Depuis 2005, les pompages dans les cours d'eau ne sont plus autorisés sur le bassin versant de l'Èvre (sauf en hiver). Seuls les usages dits domestiques, c'est-à-dire inférieurs à 1 000 m3/an, sont possibles.
Un arrêté "sécheresse" réglemente ces pompages domestiques sur l'ensemble des cours d'eau du Maine-et-Loire et détermine trois seuils. Voici ce qu'il faut respecter en période de sécheresse :
- seuil de vigilance (inf. à 0,45 m3/s) : je dois être économe,
- seuil de restriction (inf. à 0,25 m3/s) : il m'est interdit de prélever de l'eau entre 10 h et 20 h,
- seuil d'interdiction (inf. à 0,09 m3/s) : il m'est interdit de prélever en permanence.

La station de référence pour la mesure des débits est celle du Pont Dalaine à la Chapelle Saint-Florent.
Durant l'été, les arrêtés sont affichés chaque semaine dans les mairies afin d'informer de la situation actuelle.

## Qualité de l'eau
La qualité physico-chimique du bassin de l'Èvre est suivi au niveau de plusieurs points : trois sur l'Èvre (Trémentines, Beaupréau et Saint-Florent-le-Vieil), un sur le Beuvron (Andrezé), un sur le Pont-Laurent (Botz-en-Mauges), un sur l'Avresne (La Chapelle-du-Genêt) et un sur le Moulin-Moreau (Saint-Florent-le-Vieil). Ces 3 derniers sont suivis depuis 2009. Le suivi est assuré par le SATESE (Service d'assistance technique aux exploitants de station d'épuration) du Maine-et-Loire sauf sur le point sur l'Èvre à Saint-Florent. Pour accéder aux données 2007, se référer au lien suivant : http://www.cg49.fr/fileadmin/user_upload/internet/actions/environnement/rivieres_2009.pdf

## Hydrologie
L'Èvre est une rivière moyennement abondante, plus que la plupart des cours d'eau de plaine du bassin versant de la Loire. Son débit a été observé sur une période de 42 ans (1967-2008), à La Chapelle-Saint-Florent, localité du département de Maine-et-Loire située à très peu de distance de son confluent avec la Loire. Le bassin versant de la rivière y est de 460 km2 soit la quasi-totalité de ce dernier. Le total est alors estimé à 573 km2.
Le module de la rivière à La Chapelle-Saint-Florent est de 3,38 m3/s.
L'Èvre présente des fluctuations saisonnières de débit très marquées, avec des hautes eaux d'hiver-printemps portant le débit mensuel moyen à un niveau situé entre 5,36 et 8,54 m3/s, de décembre à mars inclus (avec un maximum en janvier), et des basses eaux d'été-début d'automne, de juin à la mi-octobre inclus, avec une baisse du débit moyen mensuel jusqu'à 0,507 m3/s au mois d'août, ce qui reste assez consistant. Mais ce ne sont que des moyennes mensuelles et les fluctuations peuvent être beaucoup plus importantes d'après les années, ou observées sur de courtes périodes.
Ainsi à l'étiage, le VCN3 peut chuter jusque 0,002 m3/s, en cas de période quinquennale sèche, soit 2 litres par seconde, ce qui est extrêmement sévère, car le cours d'eau se trouve ainsi quasiment à sec.
Les crues peuvent être très violentes, caractéristique partagée par la plupart des affluents de la Loire situés à l'ouest du bassin (Creuse, Gartempe, Mayenne, Oudon, Sèvre nantaise ou encore Anglin).
Ainsi les QIX 2 et QIX 5 valent respectivement 72 et 120 m3/s. Le QIX 10 est de 150 m3/s, le QIX 20 de 180 m3/s, tandis que le QIX 50 se monte à 220 m3/s.
Il est intéressant de comparer les QIX 2 et QIX 10 de l'Èvre à ceux du Loing, affluent important de la Seine en amont de Paris, autrefois réputé pour la dangerosité de ses crues. Alors que le QIX 2 de l'Èvre se monte à 72 m3/s, celui du Loing en vaut 99 (pour un débit moyen supérieur de plus de cinq fois à celui de l'Èvre et un bassin versant neuf fois plus étendu). Quant au QIX 10, celui de l'Èvre étant de 150 m3/s, il se monte à 190 m3/s pour le Loing. Les crues de l'Èvre sont proportionnellement au débit, plus de quatre fois plus importantes que celles du Loing.
Le débit instantané maximal enregistré à La Chapelle-Saint-Florent durant la période d'observation a été de 206 m3/s le 12 janvier 1993, tandis que la valeur journalière maximale était de 160 m3/s le 22 janvier de la même année. En comparant la première de ces valeurs à l'échelle des QIX de la rivière, on constate que cette crue était presque d'ordre cinquantennal, et donc relativement exceptionnelle.
Au total, l'Èvre est une rivière assez abondante, mais extrêmement irrégulière. La lame d'eau écoulée dans son bassin versant est de 233 millimètres annuellement, ce qui est nettement inférieur à la moyenne d'ensemble de la France tous bassins confondus (plus ou moins 320 millimètres), mais se rapproche beaucoup de la moyenne du bassin de la Loire (244 millimètres). Le débit spécifique (ou Qsp) de la rivière affiche le chiffre moyen de 7,4 litres par seconde et par kilomètre carré de bassin.

## Arts et littérature
Julien Gracq, dans Les Eaux étroites, évoque l'Evre qu'il parcourait dans son enfance sur un "bachot centenaire - bancal, délabré, vermoulu, cloqué de goudron, et parfois dépourvu de gouvernail".
"Elle était là, elle fut pour moi tout de suite avec son odeur terreuse de vase et de racines, son sommeil dissolvant, digérant, infusant lentement les feuilles mortes qui pleuvaient des arbres d’automne".